# パインベリー
パインベリー (英語: Pineberry) は白いイチゴの栽培品種で、パイナップルのような味がし、白色に赤い種がついている。

## 特徴
現在のパインベリーはチリのイチゴ品種の株をもとにしている。ふつうのイチゴよりは小さく、15～23ミリくらいの大きさである。熟すとほぼ真っ白になるが、「種」(痩果)だけは赤い。この植物は病気に強いが、栽培規模が小さく、果実サイズが小さくて産出量が少ないわりに高価である。パインベリーは春から夏にかけてとれる。

## 来歴
1750年代頃にヨーロッパでアメリカのノイチゴとチリのイチゴをかけあわせて作られたが、商業栽培にはいたらなかった。2003年にオランダでより強い品種が開発された。本格的な商業栽培は2010年頃にオランダやベルギーではじまった。2010年にイギリスの市場で売られるようになった際、「パインベリー」(pineberry)と呼ばれるようになった。アメリカ合衆国では2012年から売られるようになった。ヨーロッパやドバイなどのレストラン、パン屋、量販店などで売られている。

## 似た品種
日本で2009年に品種登録された和田初こいも白いイチゴであるが、パインベリーとは異なる。野イチゴの一種であるフラガリア・ニルゲルレンシスも白っぽい実をつけるが、商業的価値はないとされている。